# Paralastor argyrias
Paralastor argyrias är en stekelart som beskrevs av Perkins 1914. Paralastor argyrias ingår i släktet Paralastor och familjen Eumenidae. Inga underarter finns listade i Catalogue of Life.